# おおいぬ座イオタ星
おおいぬ座ι星（おおいぬざイオタせい、ι Canis Majoris、ι CMa）は、おおいぬ座にある変光星である。見かけの等級は、4.36から4.40の範囲で変動している。変光星の種類としては、ケフェウス座β型変光星ではないかとされるが、これには異論もある。

## 外観
おおいぬ座ι星は、全天で最も見かけが明るい恒星シリウスから、東に3度も離れておらず、そのためか4等星にしても非常に目立たない。おおいぬ座の中でのι星の位置は、多くの星図において、犬の頭と首をつなぐところとみなされている。

## 特徴
おおいぬ座ι星は、青色の輝巨星ないし超巨星で、スペクトル型はB3 Ib/IIと位置づけられる。比較的遠方の恒星で、ガイア衛星でも年周視差の測定精度は低いが、それに基づいて太陽からの距離を見積もると、大体3400光年となる。光度は太陽の10万倍程度、光球の有効温度はおよそ17500 Kで、質量は太陽の20倍くらい、年齢はおよそ700万年と推定される。化学組成では、ホウ素の欠乏が顕著である一方、窒素は豊富に存在することが示されている。自転速度は32 km/s以上と求められ、この値は超巨星であっても単独のB型星にしては小さく、おおいぬ座ι星の自転軸はだいぶ地球に近い方へ向いていると予想される。

### 変光

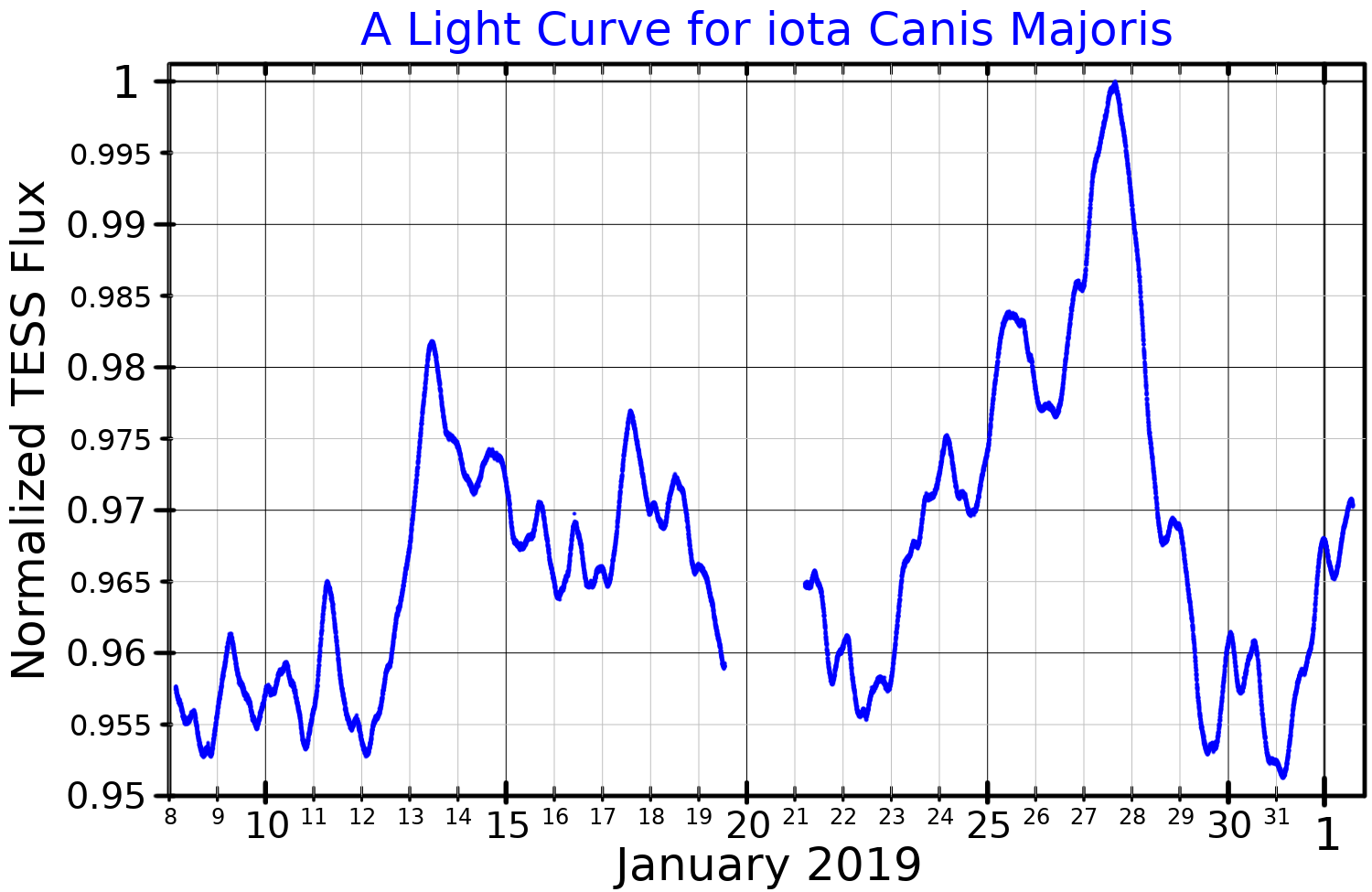
TESSの観測結果から描画したおおいぬ座ι星の光度曲線。

1970年代、おおいぬ座ι星では、スペクトル吸収線の輪郭の変動や、光度差0.02等くらいの明るさの変化が報告された。そこから、測光観測を積み重ね、周期解析を施した結果、周期1.4日、半振幅が8ミリ等級の脈動変光をしていることがわかり、変光星であると明らかになった。当初、おおいぬ座ι星は、ペルセウス座53番星と同種の変光星であると考えられ、そのペルセウス座53番星は低速で振動するB型星（SPB）の典型だが、変光星総合カタログでは、おおいぬ座ι星は留保付きでケフェウス座β型変光星に分類された。
しかし、おおいぬ座ι星をケフェウス座β型に分類することには、異論もある。おおいぬ座ι星は輝巨星か超巨星に分類される非常に明るい恒星だが、ケフェウス座β型は通常、光度階級がもっと下の恒星が割り当てられる分類である。また、ケフェウス座β型星の変光周期は、典型的には数時間程度だが、おおいぬ座ι星の変光周期はそれよりだいぶ長い。そのため、ケフェウス座β型星のカタログでは、おおいぬ座ι星は候補であったが棄却された天体に位置づけられた。ケフェウス座β型でなければ、SPBであることが考えられるが、時間分解能の高い測光観測がなされるようになると、SPBとも異なるといわれ、TESSの観測に基づいた解析では、確率的低周波振動（SLF）をしているという説が提唱された。一方、BRITEの観測に基づく変光星分類の検証では、最も顕著な振動は13日周期だが、より短い周期の振動がケフェウス座β型と合致するとしている。

### 星周構造
おおいぬ座ι星の周囲では、中間赤外線での観測から、強い恒星風と星間物質の相互作用によって形成される、バウショックと考えられる星雲状の構造が検出されている。バウショックは、その先端がおおいぬ座ι星から3.5分角離れた位置に広がっている。おおいぬ座ι星のバウショックは、おおいぬ座ι星自身の空間運動の方向と、星雲の形との間に明らかなずれがみられ、星の固有運動ではなく星間物質の大規模な運動によって形成されたものと考えられる。